# Qiu Zhonghui
Qiu Zhonghui – früher Chiu Chung-Hui – (* 1935) ist eine ehemalige chinesische Tischtennisspielerin mit den größten Erfolgen in den 1950er und 1960er Jahren. Sie wurde 1961 Weltmeister im Einzel.
Qiu Zhonghui nahm von 1956 bis 1963 an fünf Weltmeisterschaften teil. Am erfolgreichsten war sie 1961 in Peking, als sie als erste Chinesin Weltmeister im Einzel wurde. Im Endspiel besiegte sie die Ungarin Éva Kóczián. Zudem gewann sie Silber mit Sun Mei-ying im Doppel und mit der Damenmannschaft, im Mixed erreichte sie das Viertelfinale. Bronze im Teamwettbewerb holte sie 1957, 1959 und 1963. Insgesamt viermal kam sie noch ins Halbfinale, nämlich 1959 im Einzel und Doppel mit Wang Chien sowie 1963 im Doppel mit Wang Chien und im Mixed mit Zhuang Zedong.
In der ITTF-Weltrangliste wurde sie 1961 auf Platz eins geführt. 1963 beendete Qiu Zhonghui aus Gesundheitsgründen ihre aktive Laufbahn.
Während der Kulturrevolution stand sie unter Hausarrest und musste Repressalien erdulden.

## Turnierergebnisse
| Verband | Veranstaltung     | Jahr | Ort       | Land | Einzel     | Doppel     | Mixed         | Team |
| ------- | ----------------- | ---- | --------- | ---- | ---------- | ---------- | ------------- | ---- |
| CHN     | Weltmeisterschaft | 1963 | Prag      | TCH  | letzte 16  | Halbfinale | Halbfinale    | 3    |
| CHN     | Weltmeisterschaft | 1961 | Peking    | CHN  | Gold       | Silber     | Viertelfinale | 2    |
| CHN     | Weltmeisterschaft | 1959 | Dortmund  | FRG  | Halbfinale | Halbfinale | letzte 128    | 3    |
| CHN     | Weltmeisterschaft | 1957 | Stockholm | SWE  | letzte 32  | Scratched  | letzte 64     | 3    |
| CHN     | Weltmeisterschaft | 1956 | Tokio     | JPN  | letzte 16  | letzte 16  | letzte 64     | 6    |